# Refuge de l'Angonella
Le refuge de l'Angonella est un refuge d'Andorre situé dans la paroisse d'Ordino à une altitude de 2 235 m,.

## Toponymie
Le toponyme Angonella (prononcé aŋɣoˈneʎa) provient très probablement du latin anguis qui signifie serpent,. Compte tenu de la présence de toponymes basques en Andorre,, la construction du toponyme à partir du mot basque gona (« piémont ») associé au suffixe diminutif -ella a également été proposée.

## Randonnée
Inauguré en 1989 et propriété du Govern d'Andorra,, le refuge est non gardé et ouvert toute l'année. Il possède une capacité d'accueil de 6 personnes,.
Le refuge de l'Angonella est accessible depuis Llorts. Il est situé au bord du riu de l'Angonella et en aval des estanys de l'Angonella.

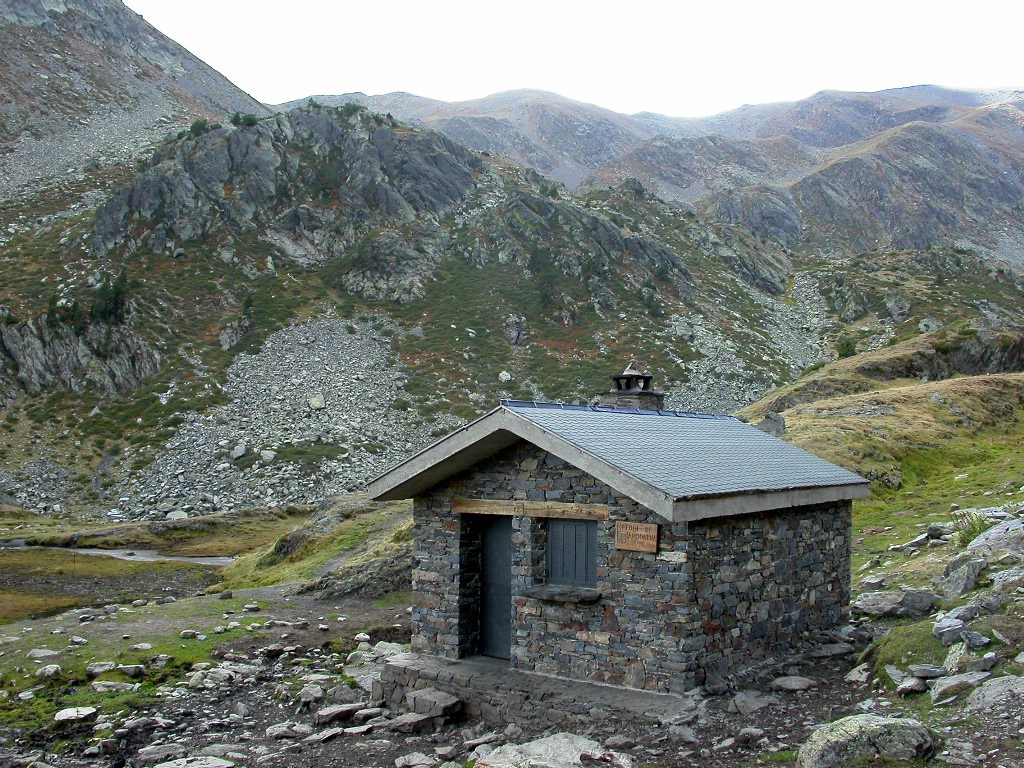
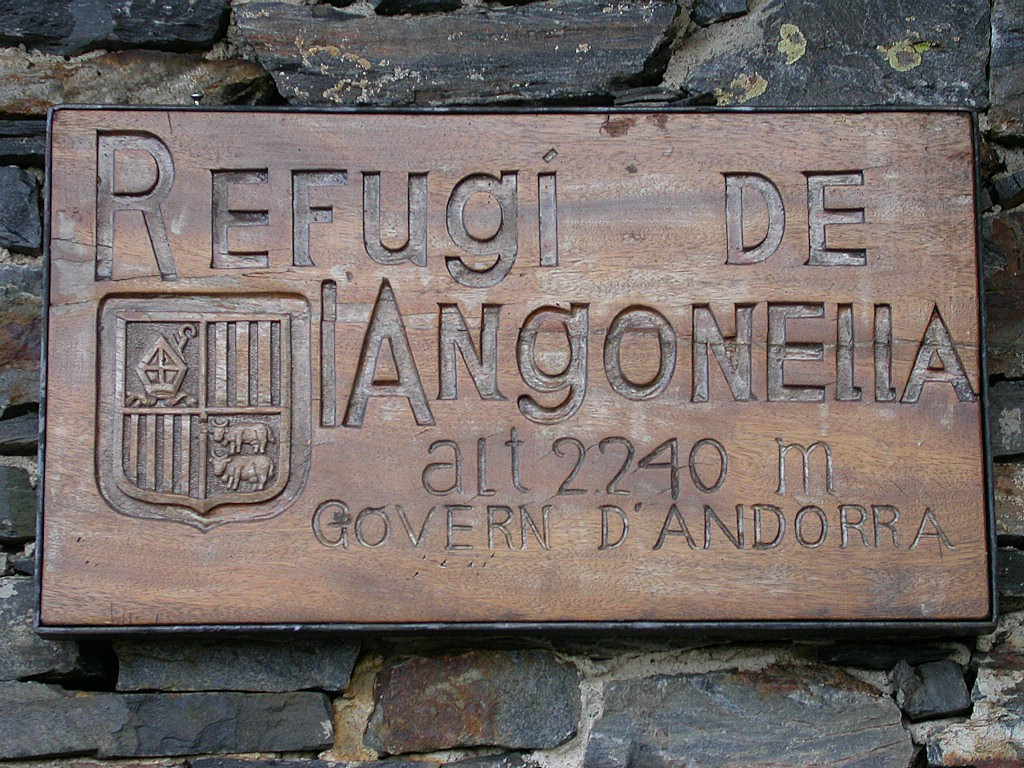
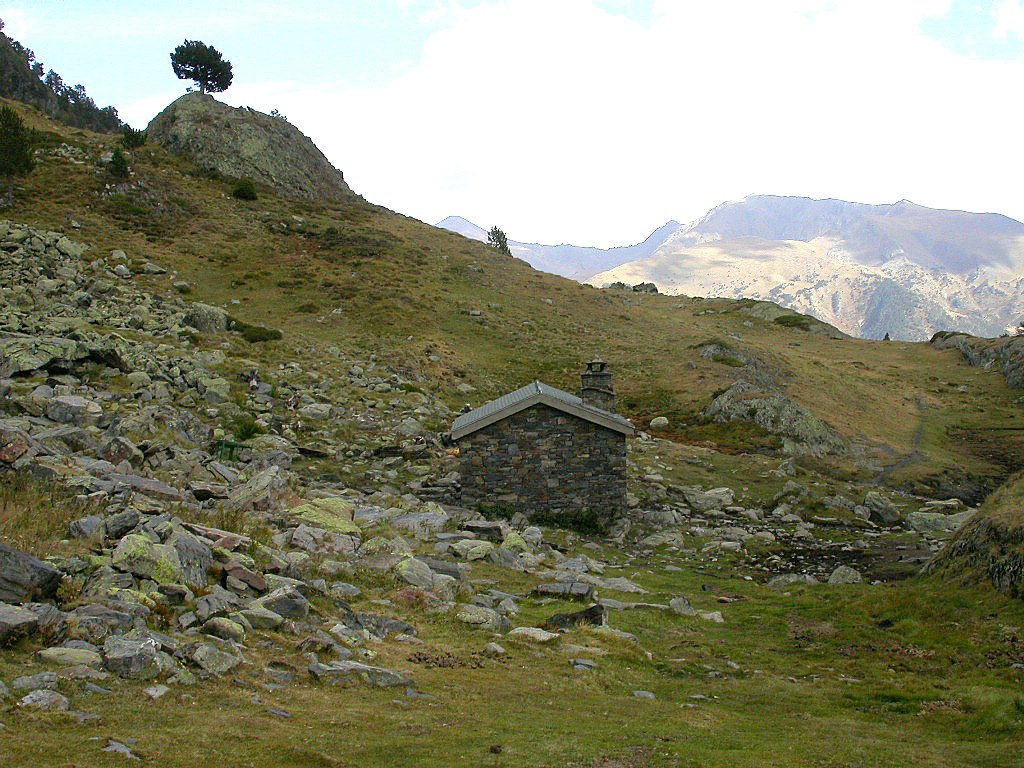